# 1931 au Nouveau-Brunswick
Chronologie du Nouveau-Brunswick
- 1927
- 1928
- 1929
- 1930
- 1931
- 1932
- 1933
- 1934
- 1935

Cette page concerne des événements survenus en 1931 dans la province canadienne du Nouveau-Brunswick.

## Événements
- Création du Refuge d'oiseaux de Grand Manan.
- 18 mai : Charles Dow Richards devient premier ministre du Nouveau-Brunswick.

## Naissances
- 29 mars : Omer Léger, homme d'affaires, député et ministre.
- 9 avril : Richard Bennett Hatfield, premier ministre du Nouveau-Brunswick.
- 21 juin : Jean-Maurice Simard, député et ministre.
- 12 juillet : Edmond Landry, homme d'affaires et politicien.

## Décès
- 30 décembre : George Eulas Foster, député et sénateur.